# 40 jaar staatkundige onafhankelijkheid

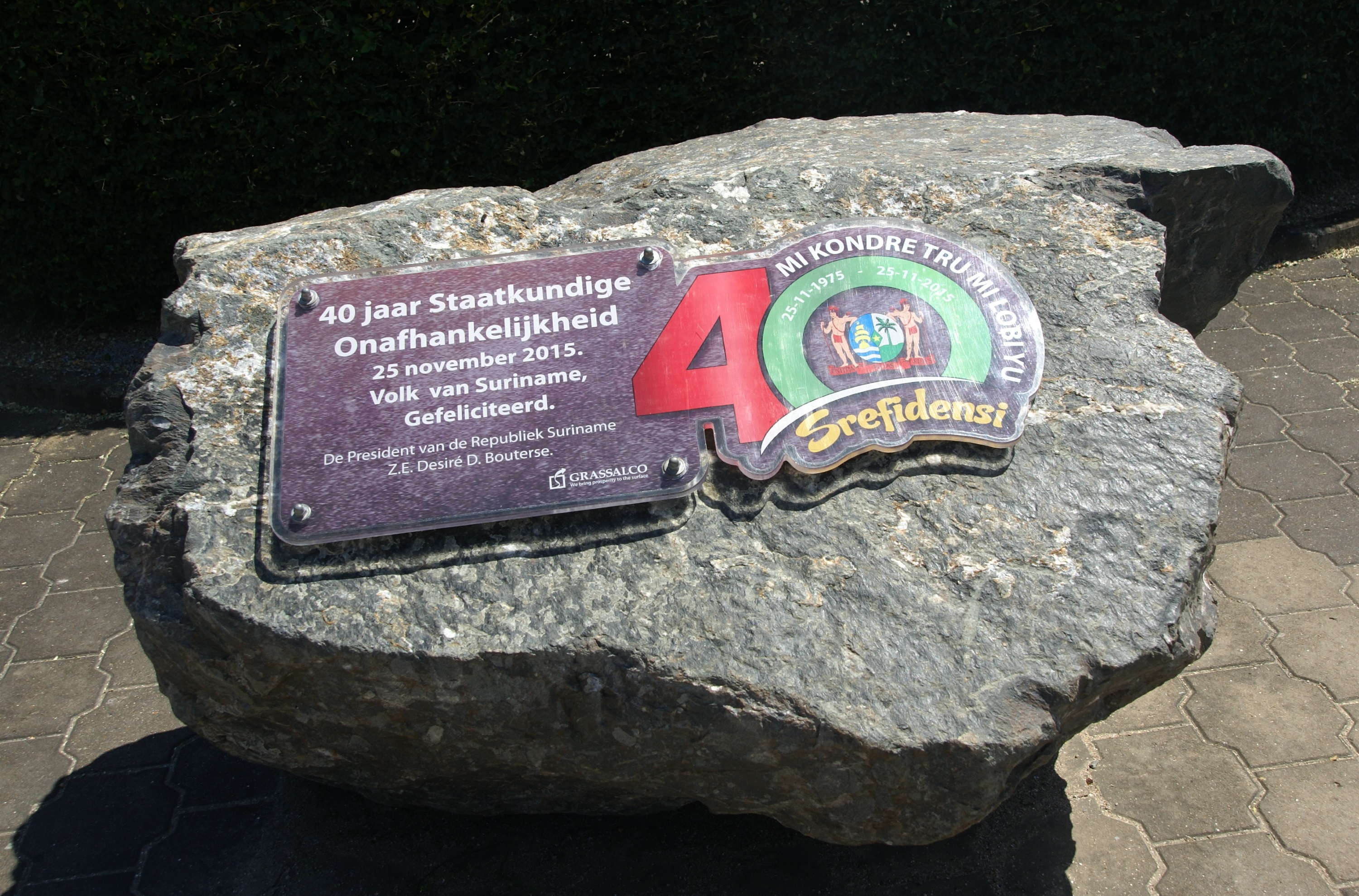
40 jaar Staatkundige Onafhankelijkheid.

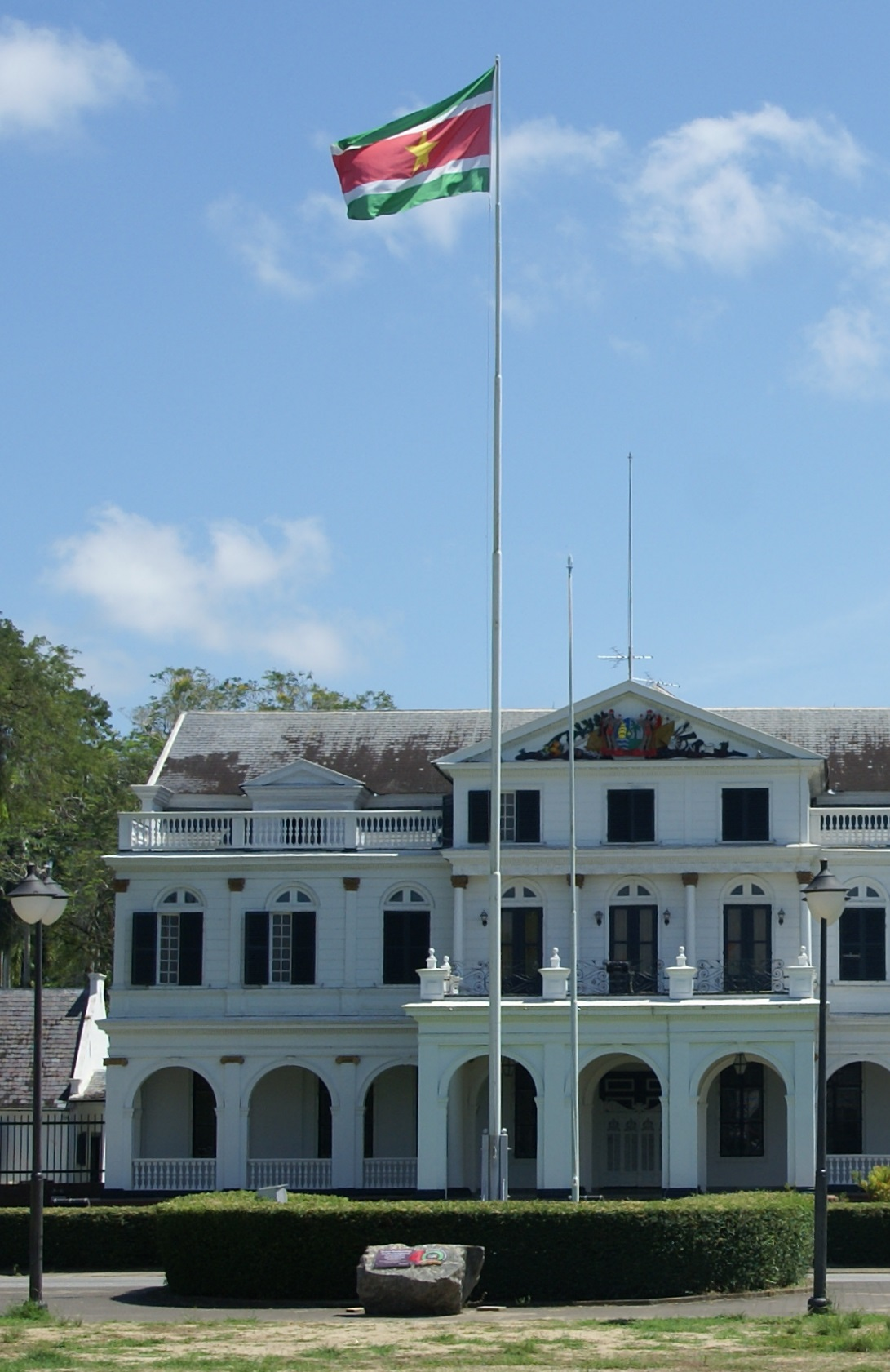
Het monument staat op het Onafhankelijkheidsplein voor het Presidentieel Paleis en de vlag van Suriname.

Het monument ter ere van 40 jaar staatkundige onafhankelijkheid staat op het Onafhankelijkheidsplein voor het Presidentiële Paleis in Paramaribo, Suriname.
Op 25 november 2015 onthulden Desi Bouterse en zijn vrouw Ingrid Waldring ter ere van 40 jaar Surinaamse onafhankelijkheid de plaquette van acrylaat die op een heuphoog granietblok is bevestigd. Op deze locatie stond van 1904 tot 1923 de Buste van Titus van Asch van Wijck en van 1923 tot 1975 het standbeeld van koningin Wilhelmina.
De viering van 40 jaar staatkundige onafhankelijkheid bestond naast de onthulling van het gedenkteken uit saluutschoten in de ochtend, een bijzondere vergadering van De Nationale Assemblée, een parade en een afsluitende volksreceptie.
Op de plaquette staat de tekst:

40 jaar Staatkundige

Onafhankelijkheid

25 november 2015.

Volk van Suriname,

Gefeliciteerd.

De President van de Republiek Suriname

Z.E. Desiré D. Bouterse.

De linkerzijde van de plaquette bestaat uit een grote 40 in rood en groen met daar omheen de tekst: "Mi kondre tru mi lobi yu", "Srefidensi" eronder en de datums 25-11-1975 en 25-11-2015 in het groen van de nul. Het wapen van Suriname staat afgebeeld in het midden van de nul.